# Stefan Buchwald
Stefan Buchwald (* 4. Juli 1965 in München) ist ein deutscher Diplomat. Seit 2023 ist er Botschafter in Benin.

## Leben und Diplomatie
Stefan Buchwald studierte von 1984 bis 1990 Romanistik, Volkswirtschaftslehre und Geschichte an der Ruprecht-Karls-Universität Heidelberg. 1987 machte er den Abschluss Licence des Etudes Franco-Allemandes an der Université Sorbonne Nouvelle in Paris. 1992 beendete er seine Promotion.
1991 trat er in den deutschen diplomatischen Dienst ein. Nach seiner Ausbildung an der Aus- und Fortbildungsstätte des Auswärtigen Amts in Bonn-Ippendorf führte ihn seine erste Auslandsverwendung an die Botschaft Bukarest. 1994/95 war Stefan Buchwald als Referent in der Zentrale des Auswärtigen Amts in Bonn beschäftigt.
Von 1995 bis 1998 arbeitete er an der Botschaft Damaskus. Von 1998 bis 2001 leitete er das Pressereferat an der Botschaft Lissabon. Von 2001 bis 2004 war Buchwald erneut in der Zentrale des Auswärtigen Amts in Berlin tätig. Von 2004 bis 2007 war er Ständiger Vertreter des Botschafters an der Botschaft Sanaa. Seine nächste Station führte ihn von 2007 bis 2010 als Leiter des Wirtschaftsreferats an die Botschaft Kairo.
Von 2010 bis 2014 war Stefan Buchwald stellvertretender Referatsleiter in der Abteilung für Kultur und Kommunikation. 2014 war er Leiter der politischen Abteilung an der Botschaft Washington, anschließend von 2015 bis 2018 Leiter des Deutschlandzentrums in Washington.
Von 2018 bis 2020 war Stefan Buchwald Referatsleiter in der Abteilung für Kultur und Kommunikation in der Zentrale des Auswärtigen Amts. Von 2020 bis 2023 war er Ständiger Vertreter des Leiters der Botschaft Teheran.
2023 wurde er zum Botschafter in Benin und Leiter der Botschaft Cotonou ernannt.